# Bernády György
Magyarláposi Bernády György (Bethlen, 1864. április 10. – Marosvásárhely, 1938. október 22.) gyógyszerész, jogász, politikus, illetve Marosvásárhely polgármestere 1902–1912 és 1926–1929 között. A gyakran csak városépítőnek említett férfiú nevéhez kötődik a város egyik legnagyobb modernizációs folyamata. Az ő mandátuma alatt alakult ki a település belvárosát máig meghatározó arculat. Ebben az időszakban épült a magyar szecessziós építészet két legmeghatározóbb itteni épülete, az akkori városháza, a Közigazgatási Palota és Kultúrpalota. Korát meghaladó, a város méretét tekintve hatalmas infrastrukturális beruházások kezdeményezője volt. Közreműködésével jött létre a csatornahálózat, közvilágítás bevezetése, illetve a Maros mentén épült villanytelep. Az ő polgármestersége alatt aszfaltozták, illetve kövezték le a legfontosabb utakat, de számos új utcát is létrehoztak. Rendkívül fontos szerepet vállalt a település oktatási, kulturális és szociális rendszerének kialakításában, illetve fejlesztésében.
Trianon utáni polgármesterségét már nem jellemezte ez a dinamizmus, az új politikai és gazdasági helyzetnek betudhatóan. Mandátuma után sem húzódott vissza teljesen a közéletből, de inkább az egyház felé fordult és vallásos életet folytatott, majd a református Vártemplomban gondnoki feladatokat vállalt. Az erdélyi magyarság helyzetének rosszabbodása miatt többször egyeztetett román politikusokkal, hasztalan. Életének utolsó két évét egészségi állapotának folyamatos romlása jellemezte. A 74 évesen elhunyt polgármester a református temetőben nyugszik.

## Élete
A nemesi származású magyarláposi Bernády család sarja. Édesapja, magyarláposi Bernády Dániel (1839–1884), patikus volt, édesanyja, Mike Julianna (†1864) volt, akinek korai halála után, Bernády Dániel újraházasodott, bikafalvi Máthé Jeanette-tel (1845–1904). Bernády Dániel és Mike Julianna fia, Bernády György tanulmányait több helyen végezte; Marosvásárhelyen és Budapesten. Dr. Bernády György gyógyszerész 1886. október 16-án vette feleségül – református egyházi szertartás szerint – a római katolikus Hegedűs Rozáliát. Bernády első házassága közel négy évig tartott, 1890. július 19-én bontották fel, püspöki engedéllyel. Alig egy héttel az első házasság felbontása után, július 26-án Bernády református szertartás szerint vette feleségül Nagyváradon a református vallású Madarász Erzsébet budapesti színésznőt, akivel 24 évig élt együtt, 1913-ban elváltak. Következő hitvese egy dúsgazdag, nagy műveltségű osztrák származású asszony, a budapesti főpolgármesternek, Heltai Ferencnek az özvegye volt. Házasságuk nagyon rövid ideig, másfél évig tartott. 1916-ban vette feleségül Kelemen Margitot, aki élete végéig társa maradt.
1895-ben felvették a budapesti Demokratia szabadkőműves páholyba, majd részt vett 1905-ben a marosvásárhelyi Bethlen Gábor páholy megalapításában, amelynek első korszakában főmestere volt. 1902-ben közfelkiáltással polgármesterré választották. Ekkor a város lélekszáma 19 522 fő volt, amely 1915-re 10 000 fővel gyarapodott. Nevéhez fűződik Marosvásárhely modern városközpontjának kialakítása, villany- és vízvezetékkel való ellátása, a közigazgatás újjászervezése, intézményhálózat létrehozása, középületek, gyárak (gázfejlesztő üzem, közüzemek épületei, raktárépületek, téglagyárak növelése, korszerűsítése, közvágóhíd, vámházak, kertészet és üvegházak építése). Polgármestersége alatt épültek, mára már a város jelképévé vált Városházán és Közművelődési Palotán kívül többek között: öt elemi iskola, polgári iskola (ma műszaki egyetem), felsőkereskedelmi iskola (ma műszaki egyetem), leánygimnázium (ma Papiu Ilarian líceum), katonai alreáliskola (ma orvosi egyetem), kereskedelmi és iparkamara, továbbá 117 új utca nyitása, 3000 telek kialakítása, a Maros szabályozása (a Lenarduzzi céggel kötött erre szerződést), gátépítés, Műcsatorna és hidak építése, víztisztító üzem, víztározók, szennyvíztelep építése, Gyermekmenhely, Polgári Sportlövöde a Somostetőn.
Terveit az első világháború, illetve az azt követő trianoni diktátum széttörte. 1926–1929 között ismét polgármesterré választották. 1926-tól Maros-Torda vármegye országgyűlési képviselője lett. 1930-ban kivált az Országos Magyar Pártból, és megalakította a Polgári Demokratikus Blokkot.
Második házasságában örökbe fogadtak egy kislányt, aki Bernády Margit néven tanárnő lett. Egyetlen édes gyermeke, az 1919-ben született Györgyike 17 évesen meghalt. Bernády kevéssel élte túl leányát, meghalt Marosvásárhelyen 1938. október 22-én. Mint a Református Kollégium Főgondnokát, az iskola dísztermében ravatalozták fel, s koporsója mellett a kollégium diákjai álltak díszőrséget, majd kísérték utolsó útjára a református temetőkertbe. Lakóháza a Szentgyörgy utcában áll, irodájának bútorait, könyvtárának egy részét ma a Kultúrpalotában berendezett emlékszobában őrzik.

## Művei
- Az erdélyrészi földgáz kérdésről (Marosvásárhely, 1913)
- Intelmek (Marosvásárhely, 1916)
- Nyílt levél (Marosvásárhely, 1920)
- Bernády György emlékiratok / [szerk. Nagy Miklós Kund]. Megjelenés: Marosvásárhely : Dr. Bernády György Közművel. Alapítvány, 2007

## Jelen

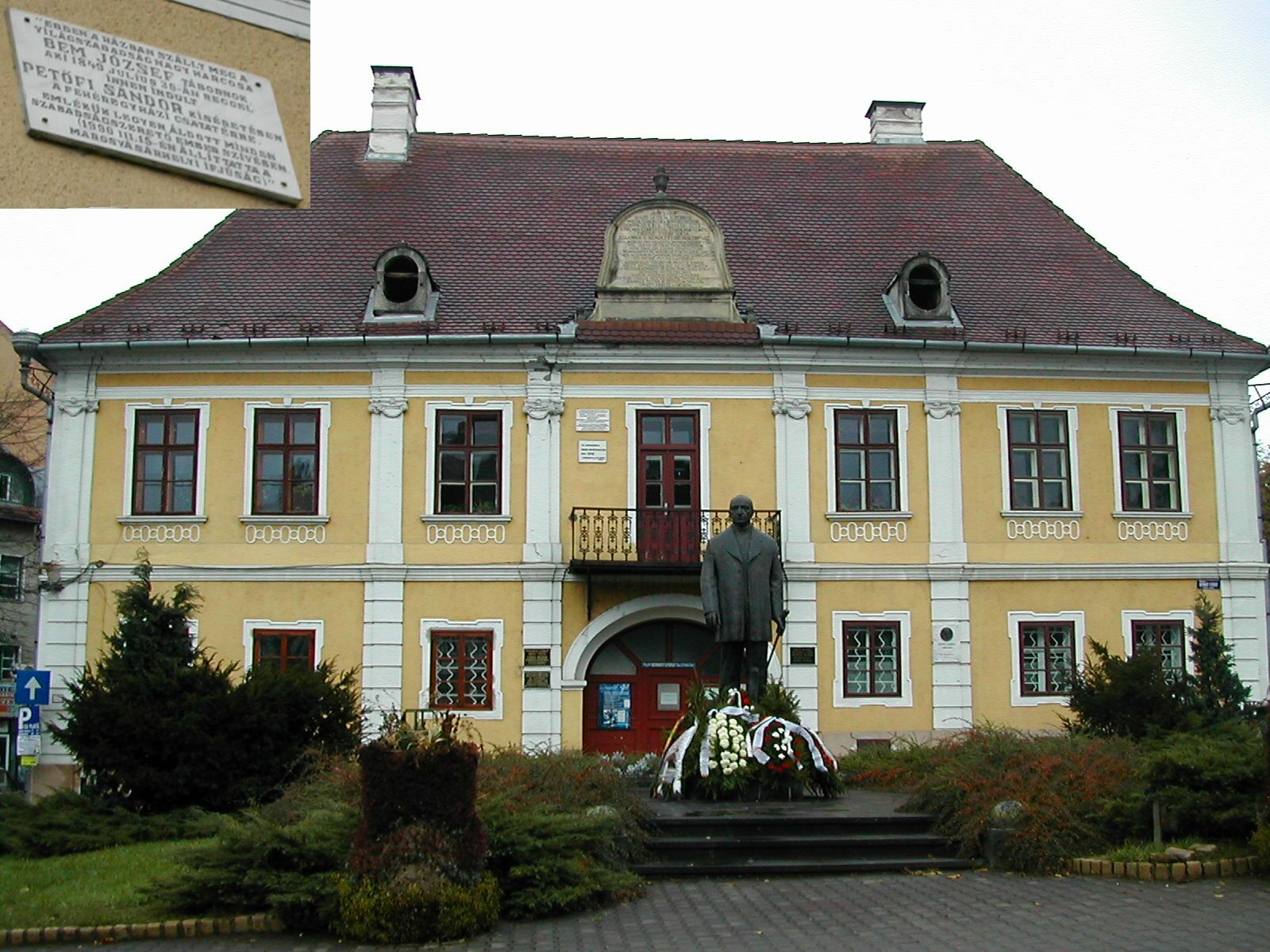
Bernády György szobra a róla elnevezett téren, a Teleki-ház előtt. Kinagyítva az erkély feletti emléktábla látható – ebből a házból indult Bem és Petőfi a fehéregyházi csatába

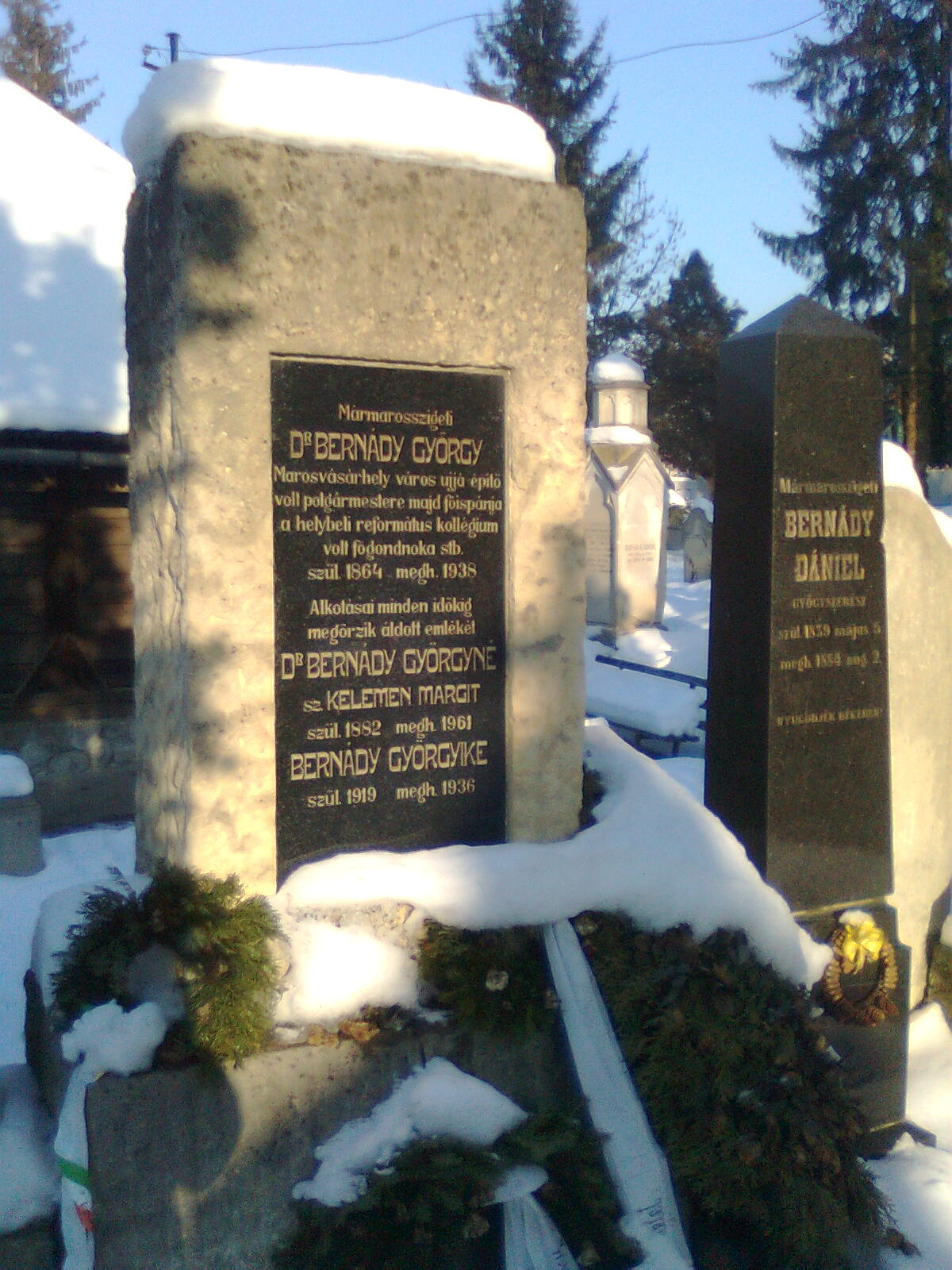
Sírja a református temetőben

A város lakosságának viszonylag igen későn, csak 1994-ben nyílt lehetősége, hogy a róla elnevezett téren szobrot állítsanak neki, a szovátai Bocskay Vince alkotását. Nevét viseli az 1992-ben létrehozott Közművelődési Alapítvány, az 1995-ben megnyílt Kultúrközpont (Bernády-ház). 1998. október 16-án avatták fel mellszobrát a Kultúrpalotában, a Tükörteremben. 2002-ben polgármesterré választásának 100. évfordulójára a kolozsvári Puskás Sándor Bernády Györgyöt ábrázoló domborművét helyezték el a Maros Megyei Tanács épületében. Ezt a domborművet éppen a kétnapos rendezvénysorozat megnyitásával egyidejűleg Pop Dumitru, a Nagy-Románia Párt marosvásárhelyi szenátora önkényesen leverte a falról. Szerencsére a domborműnek semmi nagy baja nem lett, de helyére szintén önkényesen a párt másikat állított, amely az épület pincéjében meggyilkolt románoknak állít emléket. Egy nappal később a Bernády György Közművelődési Alapítvány munkatársai a plakettet visszahelyezték a helyére.